# Coldcut
Coldcut es un grupo de música electrónica inglés formado por Matt Black y Jonathan More. Destacan por realizar cut up con samples de hip hop, breaks, jazz, spoken word y otros estilos de música.

## Carrera
Hacia mediados de los años 80, los dos miembros de Coldcut se dieron a conocer gracias a sus remezclas de artistas de rock y hip hop que realizaban en la radio pirata Network 21. Gracias a sus primeros trabajos, como "Hey Kids, What Time Is It?", pueden ser considerados como pioneros en Gran Bretaña en el género de los breaks. Sus primeros éxitos les permitieron crear los sellos Ninja Tune y Ntone.
Fue muy exitoso su tema "People Hold On" cantado por la vocalista británica Lisa Stansfield.
El grupo ha publicado bajo otros nombres además de Coldcut, como Acid Ant, Bogus Order, Euphoreal, Floormaster Squeeze, Gideon, God & The Prophets, Matt Black & The Coldcut Crew, Sweet Tooth Sonny o Switzch.

## Discografía

### Álbumes
- What's That Noise? (abril de 1989) #20
- Some Like It Cold (1990) DNC
- Philosophy (1993) DNC
- Let Us Play! (8 de septiembre de 1997) #33
- Let Us Replay! (1 de febrero de 1999) #166
- Sound Mirrors (16 de enero de 2006) DNC

### Sencillos
- "Say Kids, What Time Is it?" (1987)
- "Beats + Pieces" (feat. Floormaster Squeeze) (1987)
- "Doctorin' the House" (feat. Yazz & The Plastic Population) (febrero de 1988) #6
- "Stop This Crazy Thing" (feat. Junior Reid & The Ahead of Our Time Orchestra) (septiembre de 1988) #21
- "People Hold On" (feat. Lisa Stansfield) (marzo de 1989) #11
- "My Telephone" (mayo de 1989) #52
- "Coldcut's Christmas Break" (diciembre de 1989) #67
- "Find a Way" (feat. Queen Latifah) (mayo de 1990) #52
- "Dreamer" (agosto de 1993) #54
- "Autumn Leaves" (10 de enero de 1994) #50
- "Atomic Moog 2000" / "Boot the System" (12 de febrero de 1997) No elegible para UK Singles Chart
- "More Beats + Pieces" (4 de agosto de 1997) #37
- "Timber" (Coldcut & Hexstatic) (9 de febrero de 1998) #91
- "Re:volution" (Coldcut & The Guilty Party) (4 de junio de 2001) #67
- "Everything Is Under Control" (14 de noviembre de 2005) #93
- "Man in a Garage" (9 de enero de 2006) #95
- "True Skool" (feat. Roots Manuva) (17 de abril de 2006) #61
- "Walk a Mile in My Shoes" (feat. Robert Owens) (14 de agosto de 2006) #103

### Recopilaciones y CD Mix
- ColdKrushCuts — Mixed by Coldcut / DJ Food + DJ Krush (1996)
- Journeys by DJ — 70 minutes of Madness (1996)
- Coldcut & DJ Food Fight (enero de 1997)
- People Hold On — The Best of Coldcut (2 de febrero de 2004)